# De Lirium’s Order
De Lirium’s Order ist eine finnische Technical-Death-Metal-Band aus Kuopio, die im Jahr 1998 unter dem Namen Adraman gegründet wurde.

## Geschichte
Gitarrist Juha „S.M. NekroC“ Kupiainen gründeten mit einigen seiner Freunde die Band Adraman im Jahr 1998, die melodischen Black Metal spielte. Im Jahr 1999 veröffentlichte die Band das Demo Sidottuna Ikuisuuteen. Danach entwickelte Kupiainen noch weitere Lieder, die jedoch nie veröffentlicht wurden. Im Jahr 2000 änderte die Band ihren Namen in Absolute Delirium um. Danach folgte ein Auftritt zusammen mit Thyrane und Trollheim’s Grott. Nach einigen Besetzungswechseln kam im Jahr 2001 zu Kupiainen und Schlagzeuger E.R. Insane Gitarrist Dr. Lirium zur Band. Die neue Besetzung studierte neue Lieder ein, woraus das Demo Termination in Surreal entstand. Kupiainen entschied sich auf dem im Jahr 2002 erschienenen Demo den Bandnamen De Lirium’s Order abzubilden. Kupiainen übernahm auf dem Demo außerdem zusätzlich den Gesang. Im Jahr 2003 folgte das nächste Demo Morbid Brains. Durch das Demo erreichte die Band einen Vertrag mit Woodcut Records. Im selben Jahr begab sich die Gruppe in das Tico-Tico Studio in Kemi, wo das Debütalbum Victim No. 52 aufgenommen wurde. Der Gesang wurde von Corpse übernommen, welcher später Deathchain beitreten sollte. Das Album erschien im Jahr 2004 über Woodcut Records. Nach der Veröffentlichung verließ Corpse die Besetzung wieder. Tuomas „Tuoppi“ Lintulaakso kam stattdessen im selben Jahr als neuer Sänger hinzu. Allerdings hielt die Band nur zwei Auftritte im Jahr 2005 mit ihm ab, ehe er im April erstochen wurde. Für eine Tour zusammen mit Grave und Sotajumala übernahm Corpse wieder den Sängerposten. Bis 2007 arbeitete Kupilainen an neuen Liedern, ehe die Band einen Vertrag bei Shadow World Records unterschrieb und sich ins Perkele Studio begab, um das nächste Album aufzunehmen. Die Gruppe verbrachte 20 Tage im Studio und nahm neun neue Lieder, sowie mit Incarnated Solvent Abuse eine Coverversion des Carcass-Liedes, auf. Den Gesang übernahm hierbei Mynni von Sotajumala. Das Album erschien am 8. August 2005 unter dem Namen Diagnosis und erreichte Platz 30 der finnischen Charts. Nach den Aufnahmen kam im Jahr 2007 J.S. Psycho als neuer permanenter Sänger zur Besetzung. Daraufhin folgten Auftritte in Helsinki, Lahti, Jyväskylä und Kuopio. In den Folgejahren schlossen sich weitere Auftritte an und Kupiainen arbeitete an neuen Liedern. Im Jahr 2010 kamen Gitarrist Mika Sundvall, Schlagzeuger Perttu Kurttila, Sänger Jukka Pihlajaniemi und Bassist Erkki Silvennoinen zur Band. Im Februar 2011 verließ Jukka Pihlajaniemi die Band wieder und wurde durch Kari Olli ersetzt. Als neuer Schlagzeuger kam im Frühling Ukri Suvilehto zur Band. Im Jahr 2012 erschien das Album Veniversum in Eigenveröffentlichung.

## Stil
Die Band spielt technisch sehr anspruchsvollen Death Metal, wobei die schnellen Gitarrensoli, Blastbeats und der extrem tiefe gutturale Gesang besonders charakteristisch sind.

## Diskografie
als Adraman
- Over the Crowns of Forest (Demo, 1999, Eigenveröffentlichung)
- Sidottuna Ikuisuuteen (Demo, 1999, Eigenveröffentlichung)

als De Lirium’s Order
- Termination in Surreal (Demo, 2002, Eigenveröffentlichung)
- Morbid Brains (Demo, 2003, Eigenveröffentlichung)
- Victim No. 52 (Album, 2004, Woodcut Records)
- Diagnosis (Album, 2007, Shadow World Records)
- Veniversum (Album, 2012, Eigenveröffentlichung)